# Thiolyse
Thiolyse ist die chemische Reaktion einer in flüssigem Schwefelwasserstoff gelösten Substanz mit diesem Lösungsmittel. So reagiert z. B. Trithionsäure (H2S3O6) mit Schwefelwasserstoff zu Thioschwefelsäure:
Die Thiolyse besitzt eine Analogie zur Hydrolyse im wässrigen System.